# Andrew Hawkins
Andrew Austin Wyatt Hawkins (* 10. März 1986 in Johnstown, Pennsylvania) ist ein ehemaliger US-amerikanischer Canadian-Football- und American-Football-Spieler. Er spielte auf der Position des Wide Receivers zwei Saisons in der Canadian Football League (CFL) und sechs Saisons in der National Football League (NFL).

## Karriere
Hawkins besuchte von 2004 bis 2007 die University of Toledo, für deren Sportmannschaft, die Toledo Rockets er College Football spielte. Dort war er der erste Spieler seit 48 Jahren, der sowohl in der Offense als auch in der Defense eingesetzt wurde. Als Wide Receiver fing er 67 Pässe für 634 Yards und vier Touchdowns. Zusätzlich wurde er nebenher auch im Laufspiel eingesetzt, wo er in 25 Läufen 109 Yards und einen Touchdown erlief. Als Cornerback und Gunner erzielte er 17 Tackles, zwei erzwungene Fumble, einen eroberten Fumble und einen geblockten Punt. In seinem letzten Jahr war er zudem Kick Returner, wo er für 358 Yards returnte. Am Pro Day konnte sich Hawkins erstmals auf das Radar von NFL-Scouts befördern, da er sehr gute Werte ablieferte. Unter anderem lief er den 40 Yard Sprint in 4,34 Sekunden und sprang 96,5 cm in die Höhe. Da er mit einer Körpergröße von 1,68 m und einem Gewicht von 79 kg für seine Position relativ klein und leicht war, machte er sich bei der Vermessung am Pro Day durch das Anbringen von Ton an den Fersen 5 cm größer und durch das platzieren von Gewichtsstücken in den Hosentaschen 9,5 kg schwerer.
Um seinem Traum von einer Profikarriere zu helfen, benötigte er einen Agenten. Um diesen zu bekommen, schrieb er Emails an Agenten, in denen er sich als Trainer von Toledo ausgab, der in Hawkins das Potential eines ungedrafteten NFL-Spielers oder CFL- und AFL-Spieler sah. Mit Craig Schaeffer fand er einen Agenten.
Hawkins blieb im NFL Draft 2008 dennoch ungedraftet, erhielt jedoch von den Cleveland Browns eine Einladung zu deren Rookie Minicamp. Er hatte auch Probetrainings bei den Hamilton Tiger-Cats aus der CFL und den Cleveland Gladiators aus der Arena Football League. Er erhielt jedoch keinen Vertrag. Hawkins bat die Browns um Videomaterial vom Camp um sich bei anderen NFL-Teams und in Kanada bewerben zu können, jedoch wollten die Browns ihm keines geben. Stattdessen musste er einen Bekannten, der bei den Browns einen Job bekommen hatte, um Hilfe bitten, um das Videomaterial doch noch zu bekommen. 2008 unterbrach er seine Profikarriere. Er beendete stattdessen als Graduate Assistant in Toledo sein Studium, während er als Caddy und in einer Fabrik für Windkraftanlagen arbeitete. Während dieser Zeit schlief er auf der Couch seines Freundes Stephen Williams. Zusätzlich absolvierte er ein Praktikum bei den Detroit Lions als Scout. Er war verantwortlich für das Scouting von Wide Receivern. Da er dadurch auch Zugriff auf die Listen potentieller Kandidaten von den Colleges hatte, erfuhr er auch, dass seine Trainer ihn nicht vorgeschlagen hatten.
Am 5. Dezember 2008 erhielt er ein Vertragsangebot von den Montreal Alouettes. Kurz darauf erfuhr er von einer anderen Karrieremöglichkeit, die Fernsehshow 4th and Long. Bei dieser Show kämpften sechs Receiver und sechs Defensive Backs um einen Platz im 80-Mann-Offseason-Kader der Dallas Cowboys, wobei jede Woche ein Spieler eliminiert wurde. Da er den Alouettes erst bis zum Sommer antworten musste und die Show im Frühjahr 2009 aufgenommen wurde, bewarb er sich. Obwohl er die Show deutlich dominierte und nur Receiver Jesse Holley annähernd auf seinem Niveau war, unterlief ihm in der finalen Episode sein einziger Fehler, als er im letzten Spielzug der regulären Zeit den Ball fumbelte und dem gegnerischen Team damit die Möglichkeit gab zu punkten und das Spiel doch noch zu gewinnen. Aufgrund dessen erhielt Holley letztlich den Kaderplatz. Hawkins ging daraufhin in die CFL, wo ihn die Alouettes jedoch in den ersten sieben Wochen nicht spielen ließen. Erst in Woche 8 fing er seinen ersten Pass und am 15. Spieltag seinen ersten Touchdown. Am Ende der Regular Season hatte er 13 Pässe für 131 Yards und 3 Touchdowns gefangen. In den CFL-Semifinals setzte er vier gefangene Pässe für 40 Yards obendrauf. Er brach sich in dem Spiel jedoch den Knöchel und verpasste deshalb den Grey Cup, den die Alouettes gewannen.
2010 sah er ebenfalls nicht viel Spielzeit, konnte aber seine Statistiken dennoch verbessern. Er fing 28 Pässe für 326 Yards und drei Touchdowns, wobei er zusätzlich noch vier Läufe für 52 Yards erzielte. Bei Kick Returns konnte er einen Durchschnitt von 21 Yards erzielen, während er bei Punt Returns nur durchschnittlich sieben Yards erzielen konnte. Er gewann mit den Alouettes erneut den Grey Cup. Nach der Saison lief sein Vertrag aus, und seine Chancen auf eine Vertragsverlängerung waren schlecht. Er erhielt jedoch zwei Probetrainings bei NFL-Teams, den Cincinnati Bengals und den St. Lois Rams. Er unterschrieb bei den Rams, die jedoch bereits einige talentierte Wide Receiver im Kader hatten. Hawkins bekam keine Möglichkeit, sich zu beweisen, sondern wurde von den Rams bereits nach einem Tag im Training Camp gewaivt. Zwei Teams beanspruchten Hawkins daraufhin, die New Orleans Saints und die Bengals. Da die Bengals in der vorherigen Saison schlechter abgeschnitten hatten, bekamen sie den Zuschlag. Dort schaffte er den Sprung in den finalen Kader nicht. Er wurde im Rahmen der finalen Kaderverkleinerung auf 53 Spieler entlassen, jedoch kurz darauf für den Practice Squad verpflichtet. Dort blieb er zwei Wochen, ehe er durch die Verletzung von Jordan Shipley eine Berufung in den Hauptkader bekam. Hawkins machte sein NFL-Debüt am 2. Oktober 2011 gegen die Buffalo Bills. In seiner ersten NFL-Saison fing er 23 Pässe für 263 Yards. Seinen ersten NFL-Touchdown erzielte er in der zweiten Woche der Saison 2012 gegen die Cleveland Browns. Insgesamt erzielte er in der Saison vier Touchdowns und 533 Yards bei 51 gefangenen Pässen. Am 1. August 2013 verletzte sich Hawkins am Knöchel, woraufhin die Bengals ihn am 4. September auf der Injured Reserve List platzierten, ihn aber auch als möglicherweise rückkehrenden Spieler markierten. Nachdem er bereits 2012 zwei Spiele verpasste, verpasste er nun die ersten acht Spiele. Nach seiner Rückkehr war er aber nur bei 25 % der offensiven Snaps auf dem Platz und erzielte 12 gefangene Pässe für 199 Yards.
2014 war sein Vertrag mit den Bengals ausgelaufen und Hawkins Free Agent. Er unterschrieb daraufhin bei den Browns, wo er die beste Saison seiner Karriere ablieferte. Er fing 63 Pässe für 823 Yards und zwei Touchdowns in fünfzehn Spielen als Starter. In der Saison 2015 spielte er acht Spiele als Starter, ehe er wegen zwei Gehirnerschütterungen auf die Injured Reserve List gesetzt wurde. In der Saison erzielte er 27 Passfänge für 276 Yards ohne Touchdowns. 2016 wurde er zu einem der Mannschaftskapitäne gewählt. Er fing 33 Pässe für 324 Yards und drei Touchdowns. Er startete fünf von sechzehn Spielen. Am 27. Februar 2017 wurde Hawkins aus finanziellen Gründen von den Browns entlassen. Sein Vertrag hatte noch eine Laufzeit von einem Jahr, in dem er 1,8 Millionen US-Dollar verdient hätte. Am 24. Mai 2017 unterschrieb er einen Vertrag bei den New England Patriots. Er trat jedoch bereits am 25. Juli 2017 vom Profisport zurück. Als Grund nannte er körperliche Beschwerden. Der Rücktritt kam jedoch auch kurz nach der Veröffentlichung mehrerer Studien zur Schädigung des Gehirns durch American Football. Hawkins verkündete auch kurz nach seinem Rücktritt im Todesfall sein Gehirn der Wissenschaft zu spenden.
Nach dem Football begann er zusammen mit Joe Thomas den Podcast The ThomaHawk Show auf Uninterrupted. Im Juni 2019 wurde er von NFL Media angestellt.

## Stil
Hawkins gilt als sehr schneller Spieler. Er gilt zudem als großartige Führungspersönlichkeit, der das Team über sich selbst stellt und eine überdurchschnittliche Arbeitsmoral an den Tag legt. Er ist beweglich und hat gute Instinkte um nach dem Fang Raumgewinn zu erzielen.

## Persönliches
Hawkins hat einige professionelle Footballspieler in seiner Familie. Sein Vater Artrell Hawkins Sr. war Runningback bei den Pittsburgh Steelers, sein Bruder Artrell Hawkins war Cornerback bei den Bengals, sein Cousin Carlton Haselrig war Pro-Bowl-Guard bei den Steelers und sein anderer Cousin Geroy Simon ist einer der erfolgreichsten Receiver in der CFL. Hawkins setzt sich für das Bekämpfen von sozialen Problemen in der US-Gesellschaft ein. Er ist Vater eines Sohnes. 2015 begann er seinen Masterstudiengang für Sportmanagement an der Columbia University. Er schloss es 2017 mit der Bestnote GPA 4,0 ab.